# Selaginella imbricata
Selaginella imbricata là một loài dương xỉ trong họ Selaginellaceae. Loài này được Forssk. Spring ex Decne. mô tả khoa học đầu tiên năm 1842.